# بت (کنتاکی)
بت (به انگلیسی: Bath) یک منطقهٔ مسکونی در ایالات متحده آمریکا است که در شهرستان نات، کنتاکی واقع شده‌است. بت ۳۴۹٫۹۱ متر بالاتر از سطح دریا واقع شده‌است.